# ویلیام اوترد
ویلیام اوترد (به انگلیسی: William Oughtred) (۵ مارس ۱۵۷۴–۳۰ ژوئن ۱۶۶۰) کشیش و ریاضیدان انگلیسی که بیشتر به‌عنوان واضع و مخترع خط‌کش محاسبه شناخته می‌شود. پس از آنکه جان ناپیر لگاریتم‌ها را اختراع کرد و ادموند گانتر مقیاس‌های لگاریتمی (خطوط یا قوانین) را ایجاد کرد که قوانین اسلاید بر اساس آن‌ها استوار است، اوترد اولین کسی بود که از دو مقیاس لغزشی با یکدیگر برای انجام ضرب و تقسیم مستقیم استفاده کرد. او در حدود سال ۱۶۲۲ قانون اسلاید را ابداع کرد. او همچنین علامت «×» را برای ضرب و اختصارات «sin» و «cos» را برای توابع سینوس و کسینوس معرفی کرد.